# Anthophorula deserticola
Anthophorula deserticola là một loài Hymenoptera trong họ Apidae. Loài này được Timberlake mô tả khoa học năm 1947.